# Ilídio Ximenes da Costa

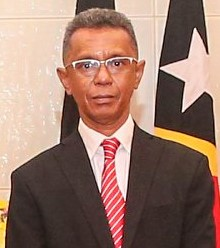
Ilídio Ximenes da Costa (2020)

Ilídio Ximenes da Costa (* 3. Oktober 1968, Kampfname Sakoko) ist ein osttimoresischer Politiker und Diplomat. Er ist Mitglied der Partei Congresso Nacional da Reconstrução Timorense (CNRT).

## Werdegang

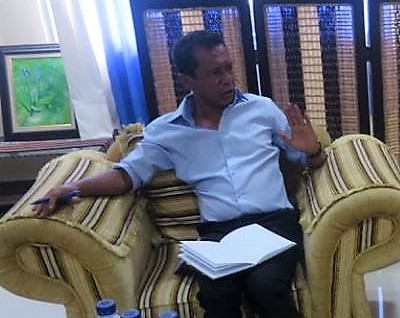
Ilídio Ximenes da Costa (2016)

1983 schloss er die Technischen Schule in Fatumaca ab. Dem folgte ein Studium an der Universitas Sanata Dharma in Yogyakarta, dass er 1989 beendete.
Seit dem 8. August 2012 war Costa Staatssekretär für Berufsbildung und Arbeit. Er behielt das Amt auch nach der Kabinettsumbildung vom 16. Februar 2015 inne, das nun den Titel Staatssekretär für Beschäftigungspolitik und Berufsbildung trug. Mit Antritt der VII. Regierung 2017 schied Costa aus dem Kabinett aus. In der VII. Regierung Osttimors (2017–2018) gab es diesen Posten nicht. 2018 wurde Julião da Silva mit Antritt der VIII. Regierung Osttimors neuer Staatssekretär für Berufsausbildung und Arbeit
Am 28. Januar 2020 wurde Costa zum neuen Botschafter in Japan ernannt.

## Sonstiges
Costa ist verheiratet und katholisch. Als Fremdsprachen spricht er Bahasa Indonesia, Portugiesisch und Englisch.